# جائزة الأكاديمية الهندية الدولية للأفلام لأفضل ممثلة
جائزة الأكاديمية الهندية الدولية للأفلام لأفضل ممثلة والتي تمنحها الأكاديمية الدولية للأفلام كجزء من حفلها السنوي للأفلام الهندية، تقديرًا للممثلة ذات أفضل أداء في دور رئيسي.

## روابط خارجية
- الموقع الرسمي